# Поважний Станіслав Федорович
Поважний Станіслав Федорович (нар. 21 січня 1938, м. Ворошиловград — 3 серпня 2014) — ректор Донецького державного університету управління у 1992–2007 роках, Герой України. Заслужений працівник народної освіти України, заслужений працівник культури Української РСР. Доктор економічних наук, професор.

## Життєпис
Працював у вугільній галузі, був на партійній роботі.
У липні 1986 — грудні 1988 року — секретар Донецького обласного комітету КПУ з вугільної промисловості.

## Нагороди
- Звання Герой України з врученням ордена Держави (24 серпня 2013) — за визначний особистий внесок у розвиток національної освіти, зміцнення наукового потенціалу Української держави, багаторічну сумлінну працю[2]
- Орден «За заслуги» I ст. (20 серпня 2007) — за значний особистий внесок у соціально-економічний, культурний розвиток Української держави, вагомі трудові досягнення та з нагоди 16-ї річниці незалежності України[3]
- Орден «За заслуги» II ст. (30 серпня 2002) — за вагомий особистий внесок у підготовку висококваліфікованих фахівців, багаторічну плідну наукову і педагогічну діяльність[4]
- Орден «За заслуги» II ст. (17 жовтня 1997) — за значний особистий внесок у формування нових економічних засад суспільства, вагомі здобутки у професійній діяльності[5]
- Два ордени Трудового Червоного Прапора (1971, 1985 рр.), орден «Знак Пошани» (1977 р.)
- Заслужений працівник культури Української РСР (1980)
- Заслужений працівник народної освіти України (28 листопада 1995) — за значний особистий внесок у розвиток національної освіти, впровадження нових методів навчання і виховання молоді[6]
- Відзнака Президента України — ювілейна медаль «20 років незалежності України» (19 серпня 2011) — за значний особистий внесок у соціально-економічний, науково-технічний та культурно-освітній розвиток Української держави, вагомі трудові здобутки та багаторічну сумлінну працю[7]
- Почесна грамота Кабінету Міністрів України (18 січня 2003) — за особистий внесок у розвиток освіти, підготовку висококваліфікованих спеціалістів та багаторічну сумлінну працю[8]
- Знак «Шахтарська слава» 3-х ступенів
- Знак «Шахтарська доблесть» 3-х ступенів
- Почесний громадянин Донецька (2001) — за великий внесок у формування нових економічних основ, вагомі успіхи у професійній і громадській діяльності в м. Донецьку.
- Золота медаль ім. М. Туган-Барановського (2001 р.) Золота медаль ім. М. В. Ломоносова (2003 р.) Золота медаль «За заслуги в освіті» (2002 р.), медаль «80 років НАН Україні» (1998 р.).
- Нагорода Святого Володимира Академії наук вищої школи України (2007)[9]